# マゴットセラピー

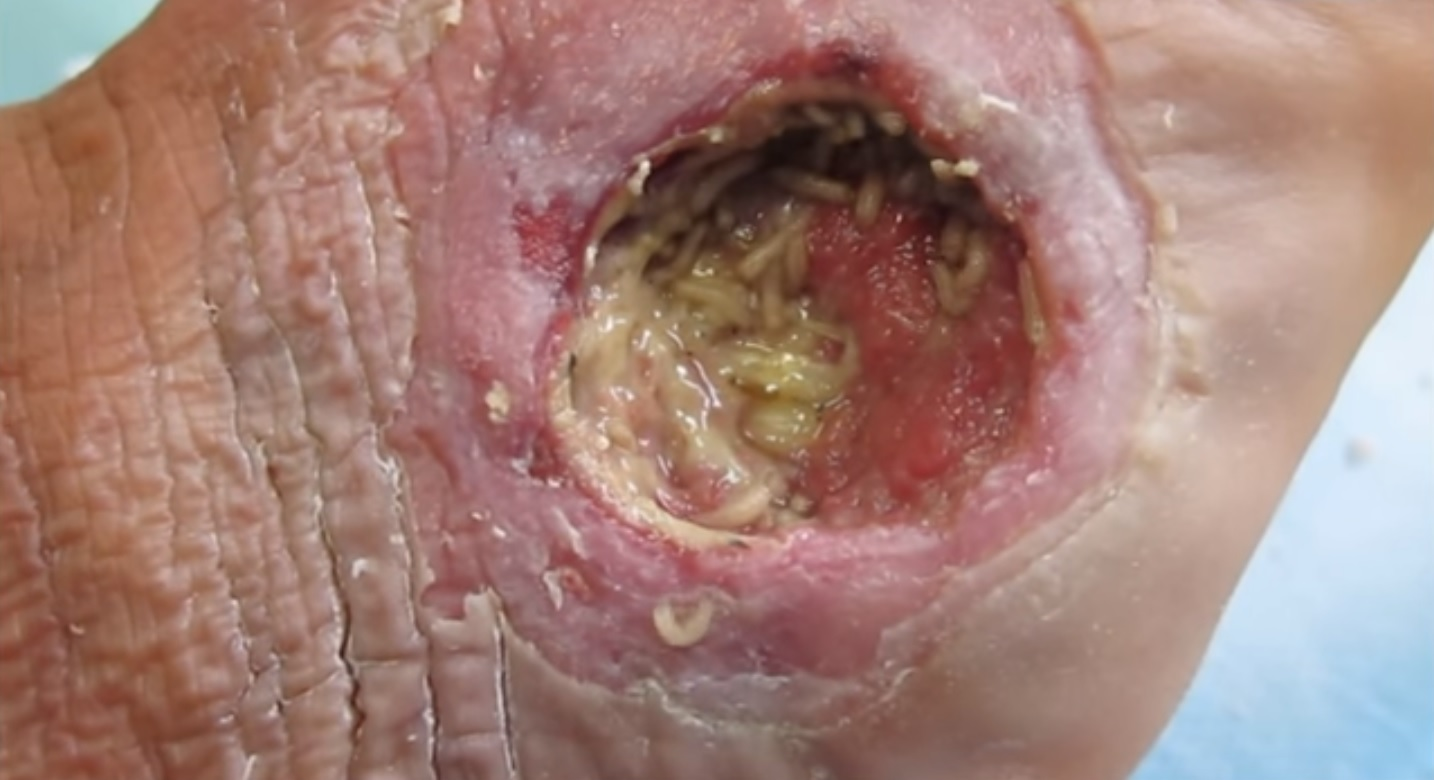
糖尿病性足病で壊疽を起こした部位へのマゴットセラピーを用いたデブリードマン

マゴットセラピー（英: Maggot therapy）は、ハエの幼虫である蛆（マゴット、Maggot）の食性を利用して壊死組織を除去する治療法。デブリードマンの一種。Maggot debridement therapy (MDT) やマゴット療法などと呼ばれる事もある。

## 歴史
数千年前のアボリジニやミャンマーの伝統医学を用いる医者によって蛆を利用した傷の治療が行われていたことを示す記録が残っているなど、マゴットセラピーは古くから知られていた。また、近代の戦争において、傷口に蛆が湧いた方が傷の治癒が早い、ということも経験的に知られていた。1928年より米国ジョンズ・ホプキンス大学で実証の結果、有用であることがわかり治療法として確立された。その後1940年代に到るまで、マゴットセラピーは北米を中心に積極的に行われていた。しかし、1928年のペニシリンの発見を始めとした、様々な抗生物質の開発、及び外科治療の進化によってマゴットセラピーは衰退していくことになる。ところが、1990年代から抗生物質の多用による、薬剤耐性菌の出現（バンコマイシン耐性黄色ブドウ球菌等）や糖尿病患者の急増による糖尿病慢性期合併症の一つである糖尿病性壊疽患者の増加などによって再びマゴットセラピーは注目されるようになった。
医療用蛆は2004年に米国のアメリカ食品医薬品局によって医療用デバイスとして認可されたこと やマゴットセラピーを用いる医療施設が世界中で約2000箇所となるなど、欧米を中心として東アジアにも普及している。
日本では2004年に岡山大学心臓血管外科の三井秀也前講師らにより重症下肢虚血の足潰瘍の患者に初めて行われ、治癒にいたった。まだ一般的な療法とは言いがたいが、日本国内のいくつかの病院でマゴットセラピーが行われており、医療用蛆を生産する業者も存在している。保険が適用される通常のデブリードマン処置とは違い、2017年現在ではマゴットセラピーは自由診療（保険外診療）である。

## 概要
無菌状態で繁殖させた蛆を利用する。医師は専門の業者からマゴットセラピー用の蛆を入手し使用する。マゴットセラピーに使用されるのはヒロズキンバエの蛆である。
マゴットセラピー用の蛆は潰瘍部に置き、蛆が逃げ出さないように、かつ、呼吸可能な様に細小の穴を開けたカバーをかける。蛆は、腐って死んだ組織のみを分泌液（タンパク質分解酵素等を含む）で選択的に溶かして食べ、健常な組織は食害しない。これによって、正確に壊死組織のみが患部から除去される。また、蛆は壊死物質の栄養素が細菌に奪われないよう抗菌物質を分泌するため、殺菌も行われる。この分泌液は、アンモニア化合物、炭酸カルシウムなどの塩基性であり、MRSAなどの薬剤耐性菌を含む様々な病原菌を殺菌することが知られている。壊死組織の除去と殺菌により患部が清潔に保たれ、潰瘍の改善がもたらされる。蛆は蛹になる前に除去され、治療を継続する場合はまた新たに蛆を投入する。
マゴットセラピーは特に糖尿病性壊疽の治療に多く用いられている。

## メリットとデメリット

### メリット
- 禁忌症例が無い
- 麻酔が不要である
- 従来の治療と比較して安価（但し、日本では〔今のところ〕医療保険が効かない自由診療のため高価）
- 重篤な副作用はない
- その他の治療と併用が可能

### デメリット
- 患者によっては蛆に対する強い忌避感のため使用できない
- 治療中にアンモニア臭などの腐敗臭を発生することがある
- 患部を蛆が這いまわるために患者によっては違和感や痛みをともなう場合がある
- 血流障害をともなう皮膚潰瘍に対する効果は低い

などがあげられる。

## 副作用
発生の恐れのある副作用として、痛み、出血、発熱などがあげられる。また、同意のもと行われた治療であっても受傷部を蛆が這いまわる、受傷部から強烈な悪臭がするなどから、患者が一時的な抑うつ状態になった症例も報告されている。